# Богдановка (Краснокаменський район)
Богда́новка (рос. Богдановка) — село у складі Краснокаменського району Забайкальського краю, Росія. Адміністративний центр та єдиний населений пункт Богдановського сільського поселення.

## Населення
Населення — 540 осіб (2010; 742 у 2002).
Національний склад (станом на 2002 рік):
- росіяни — 95 %